# Ononis rosea
Ononis rosea är en ärtväxtart som beskrevs av Michel Charles Durieu de Maisonneuve. Ononis rosea ingår i släktet puktörnen, och familjen ärtväxter. Inga underarter finns listade i Catalogue of Life.